# آهو-دونگ
آهو-دونگ (به لاتین: Aho-dong) یک منطقهٔ مسکونی در کره شمالی است.